# Giambattista Marino

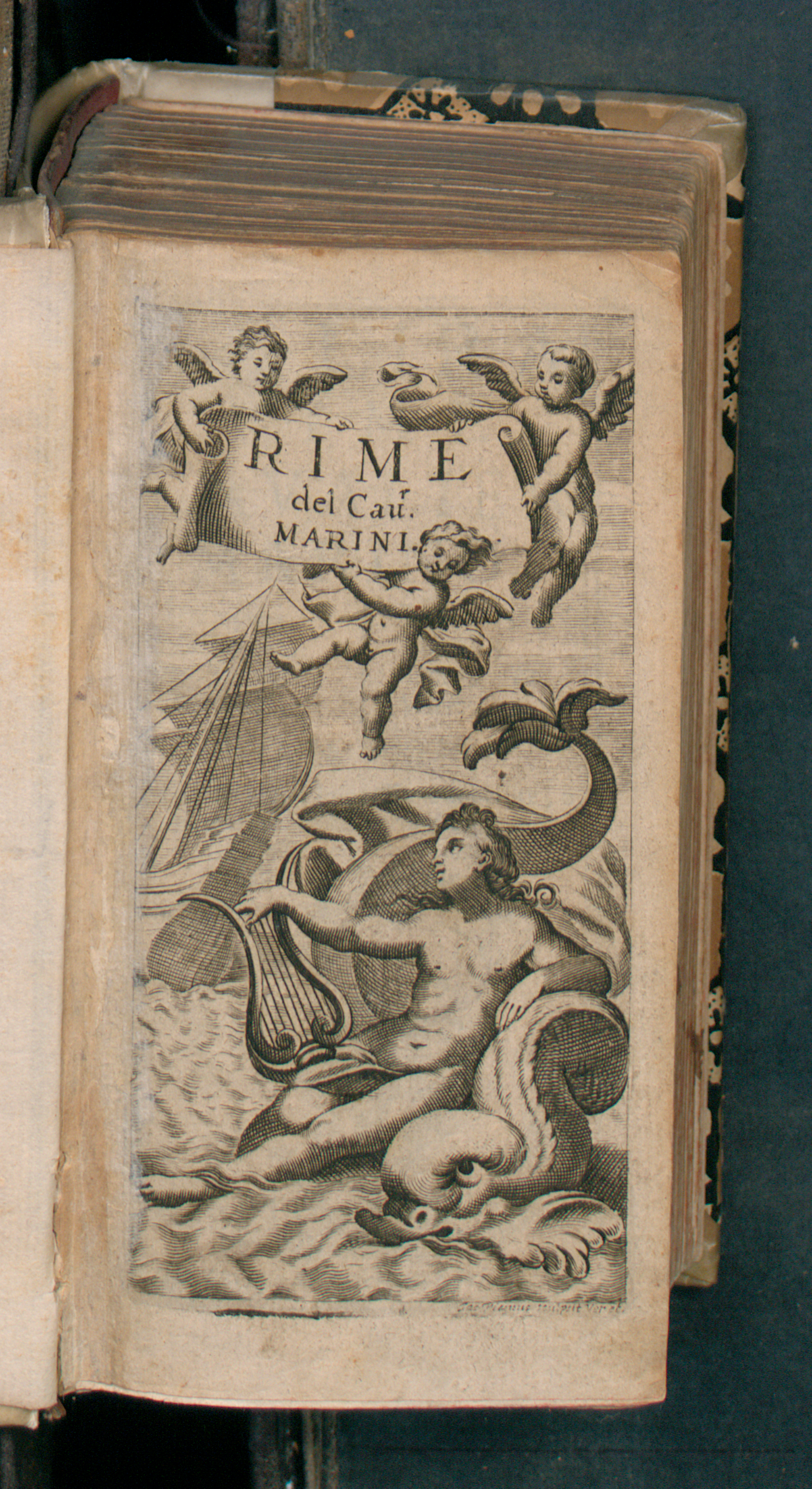
Lira, 1674

Giambattista Marino (ou Giovan Battista Marino; Nápoles, 18 de outubro de 1569 — Nápoles, 25 de março de 1625) foi um insigne poeta da Itália da pós-Renascença.
É considerado um dos grandes nome da poesia italiana de todos os tempos, e fundador da escola maneirista do Marinismo, mais tarde denominada Secentismo, caracterizada pelo uso extravagante e excessivo de conceitos antitéticos, grande habilidade no manejo das palavras e uma intensa musicalidade nos versos. Conquistou sucesso imediato em seu tempo, comparável ao de Petrarca antes dele. Muitos de seus poemas foram postos em música por compositores célebres como Monteverdi.
Foi amplamente imitado em vários países da Europa, sendo admirado por Georges Scudéry, John Milton e Lope de Vega, e permaneceu uma referência para a poesia do Barroco. Nos séculos XVIII e XIX, contudo, seu estilo foi considerado de mau gosto, mas no século XX foi reabilitado, sendo apreciado por Benedetto Croce e Carlo Calcaterra, entre outros.
Em sua juventude entrou em contato com a filosofia de Giordano Bruno e Tommaso Campanella, cujas associações panteístas e neopagãs seriam importantes para o poeta mais tarde. Também estreitou laços com Camillo Pellegrini. Passou duas temporadas na prisão, uma tentando obter um aborto para uma certa Antonella Testa, e outro por forjar bulas papais para a libertação de um amigo envolvido em um duelo.
Depois partiu para Roma, entrando no serviço de Melchiore Crescenzio e do cardeal Aldobrandini, e mais tarde do duque Carlo Emanuele I em Turim. Ali foi vítima de uma tentativa de assassinato por seu rival Gaspare Murtola, e voltou a ser preso por um ano por espalhar boatos maliciosos sobre o duque. Em 1615 mudou-se para Paris, onde se tornou figura famosa na corte e nos círculos literários. Retornou para Nápoles em triunfo e ali faleceu em 1625.
Escreveu muito em prosa e verso, mas suas poesias são a parte mais conhecida a admirada de sua obra, com destaque para L'Adone.
- Poesia: Le Rime; La lira; La Sampogna; L'Adone; I panegirici; La galleria; La strage degli innocenti; La Murtoleide

- Prosa: Dicerie sacre; Lettere

## Publicações
Abaixo está uma lista em ordem cronológica das obras, incluindo aquelas posteriormente impressas em coleções. Apenas as primeiras edições são listadas.
- Fine XVI. sec., La Canzone dei baci. Secondo Tommaso Stigliani il componimento che diede al Marino la fama ebbe pubblicazione autonoma in uno scarno volumetto, oggi irreperibile, dov'era accompagnato da una serie di componimenti in lode dell'autore. La canzone fu tradotta in francese da Robert Crampon (parisiense, secretário do bispo de Avranches).
- 1599, Prologo per una rappresentazione a Nola del Pastor fido di Battista Guarini.
- 1602 Rime, divise in I: Amorose, marittime, boscherecce, heroiche, lugubri, morali, sacre e varie. Parte prima; II: Madriali e canzoni. Parte seconda, Venezia, Giovan Battista Ciotti, 2 voll.
- 1607, La Notte, prologo a Guidubaldo Bonarelli, Filli di Sciro, Ferrara.
- 1608, Ritratto del serenissimo don Carlo Emanuello, Duca di Savoia (panegirico), Torino, Al Figino.
- 1612, Il Rapimento d'Europa e Il Testamento amoroso (idilli), Venezia, Trivisan Bertolotti.
- 1614, La Lira, 3 voll.; I: Rime amorose, marittime, boscarecce, heroiche, lugubri, morali, sacre e varie. Parte prima... nuovamente dall'autore purgate e corrette; II: La Lira... parte seconda; III: Della Lira... parte terza. Segue: Poesie di diversi al cavalier Marino.
- 1614, Dicerie sacre. Torino, Luigi Pizzamiglio.
- 1615, Il Tempio. Panegirico del cavalier Marino alla maestà christianissima di Maria de' Medici reina di Francia e di Navarra. Lione, Nicolò Iullieron.
- 1615, Canzone in morte dell'invittissimo e cristianissimo Enrico Quarto, re di Francia, fatta dal cavalier Marino, in: Il Tempio, panegirico, Macerata, Pietro Salvioni.
- 1616, Il Tebro festante, panegirico in: Fiori di Pindo, Venezia, Giovan Battista Ciotti.
- 1616, Epitalami, Parigi, Tussan du Bray. Contiene: 1. La Francia consolata; 2. Il Balletto delle Muse; 3. Venere pronuba; 4. L'Anello; 5. La Cena; 6. Il Torneo; 7. Il Letto; 8. Le fatiche d'Ercole; 9. Urania; 10. Imeneo; 11. Sonetti epitalamici.
- 1619, Lettera di Rodomonte a Doralice... con la risposta del signor Dionisio Viola. Venezia, Alberto e Pietro Faber.
- 1619, La Galeria distinta in pitture e sculture, Milano, Giovan Battista Bidelli.
- 1620, La Sampogna, divisa in idilli favolosi e pastorali, Parigi, Abraam Pacardo.
- 1623, L'Adone, Parigi, Oliviero di Varano.
- 1625, La Sferza. Invettiva ai quattro Ministri della Iniquità. Parigi, Tussan du Bray.
- 1626, Il padre Naso. Con le sue due Prigionie di Napoli e di Torino. Con un sonetto sopra il Tebro, e tre canzoni, cioè, Fede, Speranza, e Carità. Parigi, Abraam Pacardo.
- 1626, La Murtoleide, fischiate, con la Marineide, risate del Murtola. Aggiuntovi le Strigliate a Tomaso Stigliani, e l'Innamoramento di Pupolo e la Pupola, ed altre curiosità piacevoli. Francoforte, Giovanni Beyer.
- 1626, Il settimo canto della Gerusalemme distrutta, poema eroico... aggiuntovi alcune altre composizioni del medesimo. Con La ciabattina pudica e La bella gialla, canzoni d'incerto. Venezia, Girolamo Piuti.
- 1627 Lettere... gravi, argute, facete e piacevoli, con diverse poesie non più stampate. Venezia, Baba.
- 1627, Extravaganti, con il titolo Rime nove... cioè canzoni, sonetti, madrigali & idillii. Aggiuntivi alcuni sonetti di diversi, con gli Affetti lugubri di Fortuniano Sanvitali in morte dell'istesso... Lettera di Rodomonte a Doralice... con la risposta del signor Dionisio Viola, Venezia, Giovan Battista Ciotti, 2 voll.
- 1628, Argomenti... con una lettera all'autore nell'Erocallia di Giovan Battista Manso, Venezia.
- 1632, La strage degl'innocenti. Napoli, Ottavio Beltrano.
- 1633, Invettiva contro il vizio nefando, in Strage degl'innocenti, Venezia, Giacomo Scaglia, s.d. (mas dedicatória datada de "5 de agosto de 1633").
- 1633, Scherzi del cavalier Marino al "Poetino", con la Risposta (ibidem).
- 1633, Discorso accademico (per l'Accademia degli Oziosi di Napoli, ibidem).